# Antwerpen-Berchem
Antwerpen Berchem – stacja kolejowa w Berchem, w Antwerpii. Stacja została otwarta w 1836. Przez stację przejeżdżają szybkie pociągi Thalys, które zatrzymywały się na niej do końca 2007.